# Lidiane Leite
Lidiane Leite da Silva (Bom Jardim, 9 de junho de 1990), ou simplesmente Lidiane Leite, ou ainda Lidiane Rocha, é uma política brasileira. É ex-prefeita do município de Bom Jardim, do estado brasileiro do Maranhão, que ficou nacionalmente e internacionalmente conhecida como prefeita ostentação por abusar de fotos de luxo nas redes sociais e por ser acusada de desvio da verba da merenda escolar.

## Biografia
De vida humilde, Lidiane Leite vendia leite na porta da casa da mãe na pequena e pacata cidade de Bom Jardim, do estado do Maranhão, município de um pouco mais de quarenta mil habitantes. Nesta mesma cidade em que nasceu e cresceu, estudou até o ensino fundamental. Aproveitando-se de sua simpatia e boa aparência para atrair a freguesia, acabou chamando a atenção de Humberto Dantas dos Santos, o Beto Rocha, fazendeiro de Lagarto (SE). Mais tarde os dois iniciariam um namoro que mudou os rumos da vida daquela jovem mulher.

## Carreira política
Ingressou na política nas eleições municipais do ano de 2012, para o cargo de prefeita de Bom Jardim. Isto por conta da Lei da Ficha Limpa, que impediu o então namorado e candidato Humberto Dantas dos Santos, ou Beto Rocha, a concorrer às eleições do executivo.
Beto então renunciou e lançou a candidatura da namorada pelo PRB, com limite de gasto até R$500 mil. Lidiane, que sequer possuía bens registrados em seu nome, acabou se elegendo com 50,2% dos votos válidos (9.575) frente ao principal adversário, o médico Francisco Araújo (PMDB), que obteve 48,7% (9.289).

## Escândalos
Lidiane começou a chamar a atenção com a rotina de viagens, festas, roupas caras, veículos e passeios de luxo, incompatível com o salário de pouco mais de R$ 12 mil que recebia como prefeita de Bom Jardim. Além do mais, passou a compartilhar por meio de fotos nas redes sociais.
Em um dos posts mais polêmicos, ela afirma: "Devia era comprar um carro mais luxuoso pq graças a Deus o dinheiro ta sobrando (sic)".

### Afastada do cargo
Com um histórico de ter sido afastada do executivo por três vezes, duas delas por pedidos da Câmara Municipal: em abril de 2014, por improbidade administrativa, e em maio de 2015, pelos indícios de corrupção nas escolas de Bom Jardim. Em ambos os casos, foi reconduzida ao cargo por meio de liminar em apenas 72 horas. Já o terceiro caso ocorreu em dezembro de 2014, quando a Justiça determinou o afastamento da prefeita por 180 dias por não cumprir decisão de outro processo do Ministério Público estadual, também relacionado à gestão dos recursos públicos na educação.

### Investigação
Em agosto de 2014, Lidiane tornou-se alvo da Operação Éden da Polícia Federal do Maranhão. A gestora foi acusada de desviar recursos do Fundeb (Fundo de Manutenção e Desenvolvimento da Educação Básica e de Valorização dos Profissionais da Educação), do PNAE (Programa Nacional de Alimentação Escolar), da reforma das escolas e das refeições destinadas aos estudantes.
Além da prefeita, secretários, ex-secretários e empresários também foram investigados por causa de irregularidades encontradas em contratos firmados com "empresas-fantasmas". Houve duas licitações para reformar 13 escolas, pelas quais a Zabar Produções obteve R$ 1,3 milhão e a Ecolimp recebeu R$ 1,8 milhão.
Diante do mandato de prisão, Lidiane Leite então fugiu da cidade. Ficou foragida da justiça por 39 dias, após o que finalmente se entregou.
Neste período, a vice-prefeita do município, Malrinete Gralhada, recebeu posse de prefeita da cidade a mando da Justiça Estadual, antes mesmo dos 10 dias de ausência da titular do município, o que inviabilizou a cassação imediata de Lidiane. Acontece que segundo a lei orgânica da cidade, os vereadores podem afastar o prefeito quando este encontra-se a 10 dias ou mais afastado da cidade, o que não ocorreu na ocasião da posse de Malrinete.

### Tornozeleira eletrônica
Após 11 dias presa, Lidiane Leite conseguiu obter na justiça a revogação de sua prisão. Porém, foi decidido que passaria a usar uma tornozeleira. A Justiça determinou também que Lidiane comparecesse a juízo para informar e justificar suas atividades todo mês, fosse proibida de frequentar a Prefeitura de Bom Jardim e só se ausentasse da Região Metropolitana, de São Luís, mediante autorização judicial.
Em julho de 2016, o juiz José Magno Linhares Moraes, da 2° Vara Federal, determinou a suspensão da tornozeleira eletrônica de Lidiane, que ela vinha usando desde o ano anterior. Com isso, ela já estava apta a voltar para a cidade de Bom Jardim.

## Repercussão internacional
Os indícios de corrupção e a sua fuga após a investigação a fizeram ter destaque na imprensa internacional. A BBC News destacou: "Prefeita brasileira que comanda cidade via WhatsApp é procurada por corrupção". A idade da jovem quando eleita também foi mostrada como inexperiência.
Já a edição eletrônica do "Telegraph" publicou: “Polícia brasileira à procura de prefeita de 25 anos acusada de corrupção e que comandava cidade pelo WhatsApp”.. O jornal destacou a "ostentação" de Lidiane nas redes sociais.
A edição norte-americana da revista "The Week" também enfatizou a busca pela prefeita foragida, afirmando que, quando foi mencionada pela Operação Éden, da PF, ela fugiu, deixando um caos no município. "Um mandado de prisão foi emitido quinta-feira, e a nova prefeita da cidade foi empossada sábado, prometendo apoiar uma investigação completa sobre o dinheiro em falta", diz a nota. A edição britânica da revista também destacou, como um resumo, o caso.

## Volta ao poder
Em 9 de agosto de 2016, Lidiane foi reempossada como prefeita de Bom Jardim. A volta se devia à Câmara Municipal de Bom Jardim ter revogado o decreto 006/2015 que havia decidido pela perda do mandato de Lidiane. Isso se sucedeu pelo fato dela não ter sido cassada no ano anterior, quando a vice-prefeita foi empossada antes dos 10 dias necessários para a perda de mandato de Lidiane.

## Novamente afastada
Em 11 de agosto de 2016, Lidiane é novamente afastada (pela quinta vez), a pedido do promotor Fábio Santos de Oliveira, titular do município, e acatado pela juíza Leoneide Delfina Barros, da 2º Comarca de Zé Doca; sob a argumentação de que é necessária a análise do pedido de afastamento liminar, pois as irregularidades, segundo ele, permanecem. Sendo assim, a vice-prefeita Malrinete Gralhada voltou ao cargo.

## Condenações
Em novembro de 2019, Lidiane foi condenada a seis anos e quatro meses de prisão em regime semiaberto por desvio de R$ 3,5 milhões em contratos superfaturados para execução de obras de infraestrutura em estradas vicinais na zona rural do município. De acordo com o Ministério Público do Estado do Maranhão, os serviços foram contratos por licitação fraudulenta.
Em setembro de 2020, Lidiane é condenada pelo Tribunal de Contas do Estado do Maranhão (TCE-MA) a devolver mais de 1 milhão de reais aos cofres públicos, por não ter prestado contas dos recursos que foram recebidos pelo município de Bom Jardim.